# Đồng(II) carbonat
Đồng(II) cacbonat hoặc đồng monocacbonat là một hợp chất vô cơ với công thức hóa học CuCO3. Ở nhiệt độ môi trường, nó là một chất rắn (một muối) bao gồm đồng(II) cation Cu2+ và ion âm CO2−3.
Đây là hợp chất hiếm khi gặp được bởi vì nó rất khó để điều chế và dễ dàng phản ứng với nước trong không khí. Các cụm từ "đồng cacbonat", "đồng(II) cacbonat" hầu như luôn luôn đề cập (ngay cả ở trong các giáo trình hóa học) đến đồng cacbonat kiềm (có mặt một cách tự nhiên trong khoáng chất malachit) hoặc Cu3(OH)2(CO3)2 (azurit).

## Điều chế
Phản ứng có thể sẽ tạo ra CuCO3, như trộn dung dịch của đồng(II) sunfat CuSO4 và natri cacbonat Na2CO3 trong điều kiện tiêu chuẩn, thay vì một cacbonat kiềm và CO2, do các tính chất khác của các ion Cu2+  với hydroxide HO−. Sự phân hủy nhiệt của cacbonat kiềm ở 1 atm tạo ra đồng(II) oxit CuO chứ không phải cacbonat.
Năm 1960, C. W. F. T. Pistorius tuyên bố điều chế bằng cách làm nóng đồng cacbonat đồng ở 180 °C trong hỗn hợp khí của carbon dioxide CO2 (450 atm) và nước (50 atm) trong 36 giờ. Phần lớn sản phẩm thu được là tinh thể malachit, Cu2CO3(OH)2, nhưng một lượng nhỏ của một chất hình thoi, được tuyên bố là CuCO3. Tuy nhiên, quá trình tổng hợp này chưa được thực hiện lại.
Đồng(II) cacbonat thật sự đã được Hartmut Ehrhardt và những người khác tổng hợp và báo cáo lần đầu tiên vào năm 1973. Hợp chất này thu được dưới dạng một bột màu xám, bằng cách làm nóng đồng cacbonat trong khí CO2 (tạo ra bởi sự phân huỷ của bạc(I) oxalat (Ag2C2O4) tại 500 ℃ và 2 GPa (20.000 atm). Hợp chất đã được xác định là có cấu trúc tinh thể đơn nghiêng.

## Tính chất hóa học và vật lý
Sự ổn định của CuCO3 khô phụ thuộc vào áp lực của carbon dioxide (pCO2). Nó ổn định trong nhiều tháng dưới không khí khô, nhưng phân hủy từ từ thành CuO và CO2 nếu pCO2 ít hơn 0,11 atm.
Nếu có sự hiện diện của nước hay không khí ẩm ở 25 ℃, CuCO3 là ổn định chỉ khi pCO2 trên 4,57 atm và pH dao động ở khoảng 4 và 8. Dưới áp suất thông thường, nó phản ứng với nước để tạo thành một cacbonat kiềm (azurite, Cu3(CO3)2(OH)2).
{\displaystyle {\ce {3CuCO3 + H2O -> Cu3(CO3)2(OH) + CO2}}}
Trong các dung dịch kiềm, anion phức Cu(CO3)22− (màu xanh lam) được tạo ra thay thế.
Tích số tan của đồng(II) cacbonat được đo bởi Reiterer và những người khác, cho kết quả pKso = -11,45 ± 0,1 ở 25 ℃.

## Hợp chất khác
CuCO3 còn tạo một số hợp chất với NH3, như CuCO3·2NH3 là tinh thể màu dương đen, bị phân hủy bởi không khí ẩm. Phức CuCO3·4NH3 ổn định hơn, có màu xanh dương.